# Melodinus hemsleyanus
Melodinus hemsleyanus är en oleanderväxtart som beskrevs av Friedrich Ludwig Diels. Melodinus hemsleyanus ingår i släktet Melodinus och familjen oleanderväxter. Utöver nominatformen finns också underarten M. h. bachthaiensis.